# يان هاين دونر
يان هاين دونر Jan Hein Donner (ولد في 6 يوليو 1927 – ومات 27 نوفمبر 1988) كان لاعب شطرنج هولندي، حمل لقب أستاذ كبير.

## حياته
- ولد في لاهاي، وهو عم وزير الشئون الاجتماعية والتوظيف الهولندي السابق بيت هاين دونر.

## إنجازات
- فاز ببطولة هولندا للشطرنج أعوام 1954، 1957، 1958.

## ألقاب
- حصل على لقب أستاذ كبير عام 1959.

## نشاط
- كان يكتب مقالات شطرنجية لصحف «إن إر تسي هاندلسبلاد» و«شاكنيوفس».
- صدر كتابه De Konnig «الملك» ويحتوي على 162 مقالة شطرنجية، كتبت بين عام 1950 و1983، وجمعها تيم كرابي وماكس بام. ونشرته مجلة «نيو إن تشيس» عام 2006 بعنوان «الملك: قطع شطرنجية»
- شارك في أولمبياد الشطرنج ممثلاً بلاده إحدى عشر مرة.

## أقوال
- من أقواله «الشطرنج هو وسيظل دائماً لعبة الفرص».

## روابط خارجية
- يان هاين دونر على موقع مباريات الشطرنج (الإنجليزية)
- يان هاين دونر على موقع 365Chess.com (الإنجليزية)
- يان هاين دونر على موقع Chesstempo.com (الإنجليزية)
- يان هاين دونر سجل أولمبياد الشطرنج على موقع OlimpBase.org (الإنجليزية)